# Mount Pisgah, Victoria
Mount Pisgah är ett berg i Australien. Det ligger i regionen Ballarat North och delstaten Victoria, omkring 110 kilometer väster om delstatshuvudstaden Melbourne. Toppen på Mount Pisgah är 559 meter över havet, eller 117 meter över den omgivande terrängen. Bredden vid basen är 2,2 km.
Runt Mount Pisgah är det mycket tätbefolkat, med 1 056 invånare per kvadratkilometer.. Närmaste större samhälle är Ballarat, omkring 10 kilometer söder om Mount Pisgah. 
Runt Mount Pisgah är det i huvudsak tätbebyggt. Genomsnittlig årsnederbörd är 764 millimeter. Den regnigaste månaden är juni, med i genomsnitt 94 mm nederbörd, och den torraste är januari, med 26 mm nederbörd.